# Eurocops
Eurocops è una serie televisiva in 70 episodi trasmessi per la prima volta nel corso di 6 stagioni dal 1988 al 1993. È conosciuta anche con il titolo di Poliziotti d'Europa.
È una coproduzione di vari paesi europei e ogni stagione è incentrata su un detective delle forze di polizia di una nazione. Per l'Italia fu prodotta Il commissario Corso con Diego Abatantuono. Tra gli altri protagonisti delle altre stagioni: Thomas Dorn (Heiner Lauterbach), Velasco (Fernando Guillén), Luc Rousseau (Bertrand Lacy), Nicolas Villard (Patrick Rainal), Jackson (John Beinfield).

## Personaggi e interpreti
- Thomas Dorn (16 episodi, 1988-1993), interpretato da Heiner Lauterbach.
- Peter 'Bernd' Brucker (15 episodi, 1988-1993), interpretato da Bernd Jeschek.
- Bigi Herzog (14 episodi, 1988-1993), interpretato da Bigi Fischer.
- Christian Merian (13 episodi, 1988-1993), interpretato da Alexander Radszun.
- Kunrath (13 episodi, 1989-1993), interpretato da Gerhard Swoboda.
- Commissario Bruno Corso (13 episodi, 1988-1992), interpretato da Diego Abatantuono.
- Oberinspektor Nurmeier (12 episodi, 1988-1992), interpretato da Hermann Schmid.
- Miguel Bernauer (10 episodi, 1989-1993), interpretato da Stefan Gubser.
- Erika (9 episodi, 1988-1991), interpretata da Olivia Silhavy.
- Commissaire Nicolas Villars (8 episodi, 1988-1991), interpretato da Patrick Raynal.
- Commissaire Luc Rousseau (8 episodi, 1988-1991), interpretato da Bertrand Lacy.
- Gerichtsmediziner (7 episodi, 1988-1991), interpretato da László I. Kish.
- Subcomisario Andrés Crespo (5 episodi, 1989-1992), interpretato da Álvaro de Luna.
- Staatsanwalt Sutter (4 episodi, 1989-1991), interpretato da Hans Heinz Moser.
- Peter Brodbeck (4 episodi, 1988-1989), interpretato da Wolfram Berger.
- Velasco (4 episodi, 1989-1991), interpretato da Fernando Guillén.
- George Jackson (3 episodi, 1988-1990), interpretato da John Benfield.
- Linda Jackson (3 episodi, 1988-1990), interpretata da Linda Henry.
- Marco (3 episodi, 1988), interpretato da Bruno Pagni.
- Jérôme Cortal (3 episodi, 1988-1990), interpretato da Étienne Chicot.
- Franz Dettwiler (3 episodi, 1988-1989), interpretato da Walo Lüönd.
- Karin (3 episodi, 1988-1989), interpretata da Eva Kryll.
- Ulrike (3 episodi, 1989-1991), interpretato da Angela Göckel.
- Hermann (3 episodi, 1990-1993), interpretato da Joachim Król.
- Chef (3 episodi, 1988-1993), interpretato da Heinz Gerhard Lück.

## Produzione
La serie fu prodotta da Antenne-2, Channel 4 Television Corporation, Radio Televisión Española (RTVE), Rai, Schweizer Fernsehen (FS), Société Française de Production (SFP), RTS e ORF.

### Registi
Tra i registi sono accreditati:
- Gianni Lepre in 8 episodi (1991-1992)
- Alberto Sironi in 4 episodi (1988)
- Michael Mackenroth in 4 episodi (1990-1993)
- Jean-Pierre Heizmann in 3 episodi (1988-1989)
- Walter Bannert in 3 episodi (1989-1990)
- Peter Sämann in 3 episodi (1991)
- Peter Lehner in 3 episodi (1993)
- Roger Pigaut in 2 episodi (1988-1989)
- Jochen Bauer in 2 episodi (1988)
- Michael Meyer in 2 episodi (1988)
- Roy Battersby in 2 episodi (1989-1990)
- Antonio Drove in 2 episodi (1989-1990)
- Bernd Fischerauer in 2 episodi (1989)
- Erwin Keusch in 2 episodi (1989)
- Franck Apprederis in 2 episodi (1990-1991)
- Markus Fischer in 2 episodi (1990-1991)
- Jörg Grünler in 2 episodi (1990-1991)
- Joannick Desclers in 2 episodi (1990)
- Kitty Kino in 2 episodi (1992-1993)
- Markus Imboden in 2 episodi (1992)
- Gabriela Zerhau in 2 episodi (1992)
- Kurt Ockermueller in 2 episodi)

### Sceneggiatori
Tra gli sceneggiatori sono accreditati:
- Claude Cueni in 7 episodi (1988-1991)
- Annemarie Cueni in 6 episodi (1988-1991)
- Antonio Drove in 5 episodi (1989-1991)
- Billy Hamon in 3 episodi (1988-1990)
- Peter Hemmer in 3 episodi (1989-1993)
- Karl Heinz Willschrei in 3 episodi (1989-1991)
- Jacques Cortal in 3 episodi (1990-1991)
- Alfred Paul Schmidt in 3 episodi (1990)
- Francesco Costa in 3 episodi (1991)
- Klaus Bädekerl in 2 episodi (1988-1992)
- Theo Regnier in 2 episodi (1988-1992)
- Isolde Sammer in 2 episodi (1988-1992)
- André G. Brunelin in 2 episodi (1988-1989)
- Roger Pigaut in 2 episodi (1988-1989)
- Leo Frank in 2 episodi (1988)
- Alberto Sironi in 2 episodi (1988)
- Peter Zingler in 2 episodi (1991-1992)
- Massimo Terranova in 2 episodi (1991)
- Marco Videtta in 2 episodi (1992)
- Peter Lehner in 2 episodi (1993)
- Pino Cacucci in 2 episodi)
- Gloria Corica in 2 episodi)

### Compositori
- Stefano Mainetti in 8 episodi (1991-1992)

## Distribuzione
La serie fu trasmessa in vari paesi europei dal 1988. In Germania fu trasmessa sulla ZDF, in Italia su Rai 1 con il titolo Poliziotti d'Europa.